# 萊昂西奧·普拉多軍事學校
萊昂西奧·普拉多軍事學校（Colegio Militar Leoncio Prado），紀念祕魯史上名將民族英雄萊昂西奧·普拉多（Leoncio Prado）而成立的國立軍事中學。
藉嚴格的入學考試招收中學3年級到5年級的男生，給以嚴格的軍事養成教育，畢業生可取得預備軍官資格和中學畢業證書，並自由選擇升學公費的軍事院校或普通的大學院校。
具有卓著國際聲望的秘魯作家馬里奧·巴爾加斯·略薩1950年到1952年間就是在這所軍校度過中學3年級和4年級2年的少年歲月，後來雖然轉學到普通的國立中學完成中學學業，但在他的心版上，已然烙下極深的印痕，強烈的驅動他寫出成名作《城市與狗》。廣場矗立著萊昂西奧·普拉多英雄銅像的校園，也是《城市與狗》一書故事展開的主要地點。

## 外部連結
- 萊昂西奧·普拉多軍事學校正式網站（西班牙文） （页面存档备份，存于）